# Harmony (banda)
Harmony foi uma banda pop neerlandesa dos anos 70. O grupo representou os Países Baixos no Festival Eurovisão da Canção 1978 realizado em Paris. Nesse concurso interpretaram a canção "'t Is OK" que terminou em 13º lugar, entre 20 países) e recebeu 37 pontos .
A banda Harmony era composta por Rosina Louwaars, Donald Lieveld e Ab van Woudenberg.